# Stilbotulasnella conidiophora
Stilbotulasnella conidiophora är en svampart som beskrevs av Bandoni & Oberw. 1982. Stilbotulasnella conidiophora ingår i släktet Stilbotulasnella, ordningen Cantharellales, klassen Agaricomycetes, divisionen basidiesvampar och riket svampar.   Inga underarter finns listade i Catalogue of Life.